# Reconstitución (psicología)
Se le da el nombre de reconstitución a un grupo de funciones ejecutivas implicada en las potencialidades creativas que tiene la persona para resolver problemas.

## Elaboración del constructo
La reconstitución es el nombre que Bronowski da a la capacidad del lenguaje para representar objetos, acciones y propiedades que existen en el medio. El término apareció por primera vez en una publicación póstuma de este autor en 1977.
Russell Barkley (1997) usa el término en el contexto del estudio de las cuatro funciones ejecutivas propias de la autorregulación (sobre las que actuaría una quinta: la inhibición conductual). Según Barkley, esta FE implica dos subprocesos: uno de análisis (habilidad para separar las secuencias conductuales en unidades más simples) y otro de síntesis (recombinar esas unidades para dar lugar a una nueva; de ahí el nombre de "reconstitución"). El primer paso se correspondería con la organización de la estrategia de actuación, el segundo con la creación de nuevas estrategias.
Este constructo ha sido especialmente utilizado en la investigación acerca del funcionamiento de las funciones ejecutivas en el TDAH, a partir del uso que hace de él Barkley en su modelo explicativo de este trastorno, conocido como modelo de autorregulación o del déficit en la inhibición conductual.